# Bianchi 8 HP
La Bianchi 8 HP è un'automobile prodotta dalla casa automobilistica italiana F.I.V. Edoardo Bianchi dal 1902.

## Genesi
Affascinato dall'invenzione del motore a scoppio Edoardo Bianchi nel 1900 avviò attraverso la sua casa ciclistica la commercializzazione di alcuni tricicli di sua costruzione, dotati di propulsori De Dion-Bouton. Il successo di questa tipologia di prodotto lo spinse poi nel 1901 a concentrarsi nella progettazione di una elegante automobile a quattro ruote, la Bianchi 8 HP.
Dopo aver organizzato gli spazi produttivi destinati ad accogliere le attività di assemblaggio della nascente vettura la stessa venne posta in vendita nel 1903, realizzata artigianalmente e riservata a una clientela facoltosa, in un momento in cui le strade delle città erano ancora percorse prevalentemente da carrozze, carri, pedoni e qualche tram a cavalli o a vapore.
Il prezzo fissato per l'acquisto del modello era pari a 10.000 lire, secondo il quale all'inizio del novecento un medico avrebbe dovuto mettere da parte circa dieci anni di stipendio per poter diventarne il proprietario.
La Bianchi proponeva sei differenti versioni, comprese tra i 4,5 e i 12 HP, tutte fornite di una trousse di accessori comprendente una chiave inglese, un rotolo di nastro adesivo e una pompa d'aria. L'acquisto di queste autovetture proponeva inoltre uno o due giorni di scuola guida per gli automobilisti inesperti e un servizio di assistenza a domicilio, grazie all'invio gratuito di meccanici specializzati per le riparazioni.

## Caratteristiche tecniche
La carrozzeria dell'autovettura era modellata su legni pregiati, utilizzando fogli di alluminio che poggiavano su un robusto telaio composto da una struttura rettangolare in tubo di acciaio, con un secondo telaio tubolare interno al primo. La soluzione tecnica di un doppio chassis serviva a evitare, in caso d'urto, che le deformazioni subite dal primo si trasmettessero al secondo, salvaguardando, in tal modo, le parti meccaniche, il motore e il gruppo del cambio.
Le ruote, collegate a sospensioni a balestra longitudinali e coperte da parafanghi in lamiera, presentavano cerchi a raggi tangenti e gomme pneumatiche.
Il veicolo era dotato di un motore monocilindrico Puteaux da 942cc fornito dalla De Dion-Bouton, con cambio a tre marce più la retro marcia e trasmissione cardaniche sulle ruote posteriori. Il motore era posto al di sotto del corpo del veicolo, costituito da un solo cilindro, con trasmissione a catena sulle ruote posteriori e avviamento a manovella.
L'impianto frenante risultava composto da un freno con comando a mano sulle ruote posteriori e doppi freni agenti sul cardano, completi di dispositivo antirinculo. La vettura disponeva di un sedile imbottito a due posti affiancati, senza copertura. Il posto di guida, situato sulla destra, aveva un volante di tipo moderno, la leva del cambio a due marce, più retromarcia e del freno.

## Conservazione museale
Uno degli ultimi esemplari di 8 HP giunto fino ai giorni nostri è conservato presso il Museo nazionale della scienza e della tecnologia Leonardo da Vinci di Milano e presenta la carrozzeria verniciata di rosso, con bordi e filettature dorate, mentre i parafanghi sono di colore nero.